# Amahl Pellegrino
Amahl William D'Vaz Pellegrino (Drammen, Noruega, 18 de junio de 1990) es un futbolista noruego. Su posición es la de delantero y su club es el San Jose Earthquakes de la Major League Soccer.

## Trayectoria

### Bodø/Glimt
El 17 de agosto de 2021 se da su llegada al F. K. Bodø/Glimt firmando un contrato hasta 2022. Jugó su primer partido en liga el 22 de agosto entrando de cambio al minuto 58 por Joel Mugisha, en dicho encuentro anotaría 3 goles en un lapso de 17 minutos marcando al 61', 68' y 78' para que se equipo se llevará la victoria por marcador de 3-0.
El 10 de enero de 2022 se hizo oficial la renovación de su contrato por una temporada más.
El 12 de diciembre de 2022 se anunció nuevamente su renovación de contrato con el club hasta 2024. S.in embargo, en febrero de ese año se marchó a los Estados Unidos tras ser traspasado al San Jose Earthquakes.

## Estadísticas

### Clubes
Actualizado al último partido jugado el 11 de junio de 2023.
| Bærum SK · Noruega | 2.ª           | 2012          | 25  | 6   | -  | - | -  | -  | 25  | 6   | 0,24 |
| Bærum SK · Noruega | 2.ª           | 2014          | 18  | 10  | -  | - | -  | -  | 18  | 10  | 0,56 |
| Bærum SK · Noruega | Total club    | Total club    | 43  | 16  | 0  | 0 | 0  | 0  | 43  | 16  | 0,37 |
| Lillestrøm SK · Noruega | 1.ª           | 2014          | 7   | 0   | 1  | 0 | -  | -  | 8   | 0   | 0    |
| Lillestrøm SK · Noruega | 1.ª           | 2015          | 13  | 0   | -  | - | -  | -  | 13  | 0   | 0    |
| Lillestrøm SK · Noruega | Total club    | Total club    | 20  | 0   | 1  | 0 | 0  | 0  | 21  | 0   | 0    |
| Mjøndalen IF · Noruega | 1.ª           | 2015          | 11  | 2   | 1  | 0 | -  | -  | 12  | 2   | 0,17 |
| Mjøndalen IF · Noruega | 2.ª           | 2016          | 31  | 8   | -  | - | -  | -  | 31  | 8   | 0,26 |
| Mjøndalen IF · Noruega | 2.ª           | 2017          | 31  | 20  | 3  | 1 | -  | -  | 34  | 21  | 0,62 |
| Mjøndalen IF · Noruega | Total club    | Total club    | 73  | 30  | 4  | 1 | 0  | 0  | 77  | 31  | 0,42 |
| Strømsgodset IF · Noruega | 1.ª           | 2018          | 25  | 2   | 5  | 0 | -  | -  | 30  | 2   | 0,07 |
| Strømsgodset IF · Noruega | 1.ª           | 2019          | 14  | 2   | 1  | 1 | -  | -  | 15  | 3   | 0,20 |
| Strømsgodset IF · Noruega | Total club    | Total club    | 39  | 4   | 6  | 1 | 0  | 0  | 45  | 5   | 0,11 |
| Kristiansund BK · Noruega | 1.ª           | 2019          | 10  | 8   | -  | - | -  | -  | 10  | 8   | 0,80 |
| Kristiansund BK · Noruega | 1.ª           | 2020          | 29  | 25  | -  | - | -  | -  | 29  | 25  | 0,86 |
| Kristiansund BK · Noruega | Total club    | Total club    | 39  | 33  | 0  | 0 | 0  | 0  | 39  | 33  | 0,85 |
| Damac FC Arabia Saudita | 1.ª           | 2020-21       | 12  | 2   | -  | - | -  | -  | 12  | 2   | 0,17 |
| Damac FC Arabia Saudita | Total club    | Total club    | 12  | 2   | 0  | 0 | 0  | 0  | 12  | 2   | 0,17 |
| F. K. Bodø/Glimt · Noruega | 1.ª           | 2021          | 15  | 6   | -  | - | 8  | 2  | 23  | 8   | 0,35 |
| F. K. Bodø/Glimt · Noruega | 1.ª           | 2022          | 27  | 25  | 2  | 1 | 17 | 8  | 46  | 34  | 0,74 |
| F. K. Bodø/Glimt · Noruega | 1.ª           | 2023          | 11  | 12  | 3  | 2 | 2  | 0  | 16  | 14  | 0,88 |
| F. K. Bodø/Glimt · Noruega | Total club    | Total club    | 53  | 43  | 5  | 3 | 27 | 10 | 85  | 56  | 0,66 |
| Total carrera | Total carrera | Total carrera | 280 | 128 | 16 | 5 | 27 | 10 | 323 | 143 | 0,44 |
| (1) Incluye datos de Copa de Noruega. (2) Incluye datos de Liga Europa de la UEFA y Liga de Campeones de la UEFA. (3) No incluye goles en partidos amistosos. |               |               |     |     |    |   |    |    |     |     |      |

### Hat-tricks
| 1 | 20 de mayo de 2014    | Sandvika Stadion, Sandvika         | Bærum SK - Ull/Kisa          | Gol · Gol · Gol | 3-1 | Primera División de Noruega |
| 2 | 14 de abril de 2016   | Holmen kunstgress, Holmen          | Mjøndalen IF - Holmen IF     | Gol · Gol · Gol | 4-1 | Copa de Noruega             |
| 3 | 11 de junio de 2017   | Consto Arena, Mjøndalen            | Mjøndalen IF - Ull/Kisa      | Gol · Gol · Gol | 3-1 | Primera División de Noruega |
| 4 | 27 de octubre de 2019 | Kristiansund Stadion, Kristiansund | Kristiansund BK - Viking FK  | Gol · Gol · Gol | 4-2 | Eliteserien                 |
| 5 | 21 de junio de 2020   | Kristiansund Stadion, Kristiansund | Kristiansund BK - Aalesund   | Gol · Gol · Gol | 7-2 | Eliteserien                 |
| 6 | 22 de agosto de 2021  | Aspmyra Stadium, Bodø              | Bodø/Glimt - Kristiansund BK | Gol · Gol · Gol | 3-0 | Eliteserien                 |
| 7 | 23 de julio de 2022   | Aspmyra Stadium, Bodø              | Bodø/Glimt - FK Jerv         | Gol · Gol · Gol | 5-0 | Eliteserien                 |
| 8 | 16 de abril de 2023   | Aspmyra Stadium, Bodø              | Bodø/Glimt - Stabæk IF       | Gol · Gol · Gol | 4-0 | Eliteserien                 |

## Palmarés

### Títulos nacionales
| Título      | Club             | País    | Año  |
| ----------- | ---------------- | ------- | ---- |
| Eliteserien | F. K. Bodø/Glimt | Noruega | 2021 |
| Eliteserien | F. K. Bodø/Glimt | Noruega | 2023 |